# Alexander Völker (Theologe)
Alexander Völker (* 1. November 1934 in Spangenberg; † 7. Dezember 2017) war ein deutscher evangelisch-lutherischer Geistlicher und Liturgiker. Er war Autor und Herausgeber zahlreicher Publikationen zur Praxis des Gottesdienstes.

## Leben
Nach dem Studium der evangelischen Theologie in Marburg und Heidelberg wurde er am 17. September 1961 in Hofgeismar ordiniert. Seine erste Pfarrstelle trat er im hessischen Windecken an. Seit 1963 gehörte er der Evangelischen Michaelsbruderschaft an. 1968 wechselte er in die westfälische Landeskirche und wurde Pfarrer in Buchholz, 1976 Pfarrer und Studienleiter der Hochschule für Kirchenmusik der Evangelischen Kirche von Westfalen in Herford. Von 1980 bis zu seiner Emeritierung 1997 war er Superintendent des Kirchenkreises Minden.
Völker wurde 1974 Schriftleiter und 1977 Mitherausgeber des Jahrbuchs für Liturgik und Hymnologie, für das er zahlreiche Beiträge verfasste. Von 1991 bis 2001 war er Vorsitzender der Lutherischen Liturgischen Konferenz. Bis 2005 lehrte er an der Kirchenmusikhochschule in Herford Liturgik und Hymnologie und war zugleich deren stellvertretender Direktor. Er war beitragendes Mitglied der Societas Liturgica.

## Veröffentlichungen (Auswahl)
- (mit Walter Blankenburg, Herwarth von Schade, Kurt Schmidt-Clausen) Kerygma und Melos. Festschrift für Christhard Mahrenholz, 1970
- (mit Karl Lehmann und Hans Dombois) Ordination heute. 1972
- Gemeinsames Glaubensbekenntnis: Gemeinsamer Wortlaut des Apostolischen und des Nizano-Konstantinopolitanischen Glaubenbekenntnisses für die Kirchen des deutschen Sprachgebietes. Hrsg. im Auftrag der evangelischen Mitglieder der Arbeitsgemeinschaft für Liturgische Texte im deutschen Sprachbereich, 1974
- Lebendige Liturgie: zum Gottesdienst in überlieferter und in besonderer Gestalt. 1975
- Die Feier der Osternacht. 1983
- (mit Günther Hinz) Vom Singen der Psalmen. Ein Werkstattbericht. 1990
- Die Komplet: ein Entwurf für das Tagzeitengebet der Evangelischen Michaelsbruderschaft. 1993